# Josef Meinrad
Josef Meinrad, pseudonimo di Josef Moučka (Vienna, 21 aprile 1913 – Großgmain, 18 febbraio 1996), è stato un attore austriaco.
La sua fama è tuttora legata al ruolo dell'impacciato capo dei gendarmi Boeckl, interpretato nei tre film sulla principessa Sissi con Romy Schneider e Magda Schneider (1955-1957).

## Biografia
Josef Meinrad era il quarto e il più giovane dei figli del tranviere Franz Moučka e della seconda moglie Caterina. Dopo aver frequentato la scuola elementare, tra il 1919 e il 1924, ricevette una borsa di studio in una scuola gestita da Redentoristi di Katzelsdorf, a Wiener Neustadt.
In un primo momento Josef avrebbe voluto diventare sacerdote, ma nel 1929 lasciò il collegio e fece poi apprendistato in una fabbrica di vernici, diventando un impiegato ma seguendo al contempo lezioni di recitazione. Fece il suo debutto nel 1930, anno in cui prese il nome d'arte di Josef Meinrad. Il suo primo ingaggio fu al Burgtheater nel 1939, poi recitò al Festival di Salisburgo nel 1947. Nello stesso anno, Meinrad divenne un membro a tempo pieno dell'organizzazione della società Burgtheater e ne fece parte fino al suo 65º compleanno nel 1978. Interpretò 195 ruoli sul palcoscenico.
Meinrad fu anche il custode dell'Iffland-Ring, riconoscimento che viene conferito all'attore teatrale di lingua tedesca più importante, e che passò poi a Bruno Ganz.
Meinrad morì nel 1996 di cancro, all'età di 82 anni, a Großgmain, dove venne sepolto.

## Vita privata
Dal 1950 fino alla morte fu sposato con Renée Germaine Clemente.

## Filmografia parziale
- Die Welt dreht sich verkehrt, regia di Johann Alexander Hübler-Kahla (1947)
- Triumph der Liebe, regia di Alfred Stöger (1947)
- Il processo (Der Prozeß), regia di Georg Wilhelm Pabst (1948)
- Amore e sangue, regia di Marino Girolami (1951)
- 1 aprile 2000 (1. April 2000), regia di Wolfgang Liebeneiner (1952)
- 4º fanteria (Die Deutschmeister) regia di Ernst Marischka (1955)
- La principessa Sissi (Sissi), regia di Ernst Marischka (1955)
- Il congresso si diverte (Der Kongreß tanzt), regia di Franz Antel (1955)
- La famiglia Trapp (Die Trapp-Familie), regia di Wolfgang Liebeneiner (1956)
- Sissi - La giovane imperatrice (Sissi - Die junge Kaiserin), regia di Ernst Marischka (1956)
- Sissi - Destino di una imperatrice (Sissi - Schicksalsjahre einer Kaiserin), regia di Ernst Marischka (1957)
- Arrivederci Francesca (Auf Wiedersehen, Franziska!), regia di Wolfgang Liebeneiner (1957)
- Sissi, la favorita dello zar (Die schöne Lügnerin), regia di Axel von Ambesser (1959)
- Eva. Confidenze di una minorenne (Die Halbzarte), regia di Rolf Thiele (1959)
- Il re di Roma - Aquila imperiale (Napoléon II l'Aiglon), regia di Claude Boissol (1961)
- Il cardinale (The Cardinal), regia di Otto Preminger (1963)
- 1964: Der Verschwender
- 1965: Die Geschichte des Don Quijote von der Mancha
- 1965: Klaus Fuchs – Geschichte eines Atomverrats
- 1966–1972: Pater Brown (Fernsehserie)
- 1967: Der Tod läuft hinterher
- 1971: Der Kommissar (Episode: Langankes Verwandte)
- 1973: Was Ihr wollt (Salzburger Festspiele – Otto Schenk)
- 1974: Der Räuber Hotzenplotz (als Petrosilius Zwackelmann)
- 1974: Die schöne Helena
- 1975: Der Kommissar (Episode: Der Tod des Apothekers)
- 1977: Gaslicht
- 1980: Ringstraßenpalais (Fernsehserie)
- 1981: Das Traumschiff – Liebe für Alice (Folge 3, als Herr Eschenbach)
- 1983: Waldheimat (als Pfarrer)
- 1983: Das Traumschiff: Marrakesch – (als Herr van Craan)
- 1984: Die Fledermaus
- 1984: Der Unbestechliche (Rolle: Theodor)
- 1984–1985: Der Sonne entgegen (Fernsehserie)
- 1986: Herschel und die Musik der Sterne (Fernsehfilm)
- 1988: Der Vorhang fällt (Fernsehfilm)
- 1989: Ein Heim für Tiere (Fernsehserie, eine Folge)
- 1993: Ora et labora (Fernsehserie)

## Doppiatori italiani
Nelle versioni in italiano dei suoi lavori, Josef Meinrad è stato doppiato da:
- Stefano Sibaldi in 1º aprile 2000
- Carlo Romano in Sissi - Destino di una imperatrice
- Nando Gazzolo in Il cardinale
- Rodolfo Traversa in Sissi - Destino di una imperatrice (ridoppiaggio)